# Верхний Дженгутай
Верхний Дженгутай (авар. ТӀаса Жунгут) — село в Буйнакском районе Дагестана. Административный центр и единственный населённый пункт сельского поселения село Верхний Дженгутай.

## География
Село находится на левом берегу реки Аркаслыор, на расстоянии 19 км к юго-востоку от города Буйнакск, административного центра района.

## История
В некоторых дореволюционных русскоязычных источниках село описывается как Малый Дженгутай.
В работе под названием «эпиграфические памятники Северного Кавказа» указывается, что село некогда принадлежало кумыкам.
В военной истории этот населённый пункт известен событиями 1818 года, произошедшими здесь в ходе Кавказской войны.

## Население
| 1869  | 1888  | 1895  | 1926  | 1939  | 1970  | 1989  |
| ----- | ----- | ----- | ----- | ----- | ----- | ----- |
| 1432  | ↗1847 | ↘1756 | ↘1479 | ↘1037 | ↗1230 | ↗1278 |
| 2002  | 2010  | 2012  | 2013  | 2014  | 2015  | 2016  |
| ↗1834 | ↗2144 | ↗2176 | ↗2283 | ↗2331 | ↗2356 | ↗2390 |
| 2017  | 2018  | 2019  | 2020  | 2021  | 2023  | 2024  |
| ↗2416 | ↗2438 | ↗2463 | ↗2495 | ↘2489 | ↗2536 | ↗2572 |
| 2025  |       |       |       |       |       |       |
| ↗2594 |       |       |       |       |       |       |